# Henutmire
Henutmire byla staroegyptská princezna a královská manželka, jedna z osmi Velkých královských manželek faraona Ramesse II. z 19. dynastie.

## Život
Její jméno znamená „Ta dáma je jako Re“. 
Podle jedné z teorií byla Henutmire třetím a nejmladším dítětem Setiho I. a královny Tuyi, a tedy mladší sestrou Ramesse II. a princezny Tii. Toto tvrzení je založeno na soše královny Tuyi, která se nachází ve Vatikánu, kde je zobrazena společně s Henutmire. Nicméně, Henutmire není nikde zmiňována s titulem „králova sestra“, který používala princezna Tia. Proto je možné, že Henutmire nebyla Ramessovou sestrou, ale dcerou.
Jisté je, že byla Ramessovou manželkou. Tehdejší zvyklosti nevylučovaly manželství blízce příbuzných osob. Pokud byla jeho dcerou, byla dokonce čtvrtá, která se takto provdala, po svých sestrách Bintanath, Meritamen a Nebettawy.
Henutmire je zobrazena na sochách Ramesse II. z Abúkíru a Heliopole. Na kolosu z Hermopole je vyobrazena společně s princeznou-královnou Bintanath. Obě mají tituly Dědičná princezna, vysoce obdařená, Paní Jihu a Severu, Králova dcera, Velká královská manželka.

## Smrt a pohřeb
Henutmire zemřela přibližně ve 40. roce vlády Ramesse II. a byla pohřbena v hrobce QV75 v Údolí královen. Její hrobka byla vykradena již ve starověku. Spodní část její rakve byla později použita k pohřbu kněze Harsiese v Medínit Habu. V současnosti se nachází v Egyptském muzeu v Káhiře.